# Ossificatie

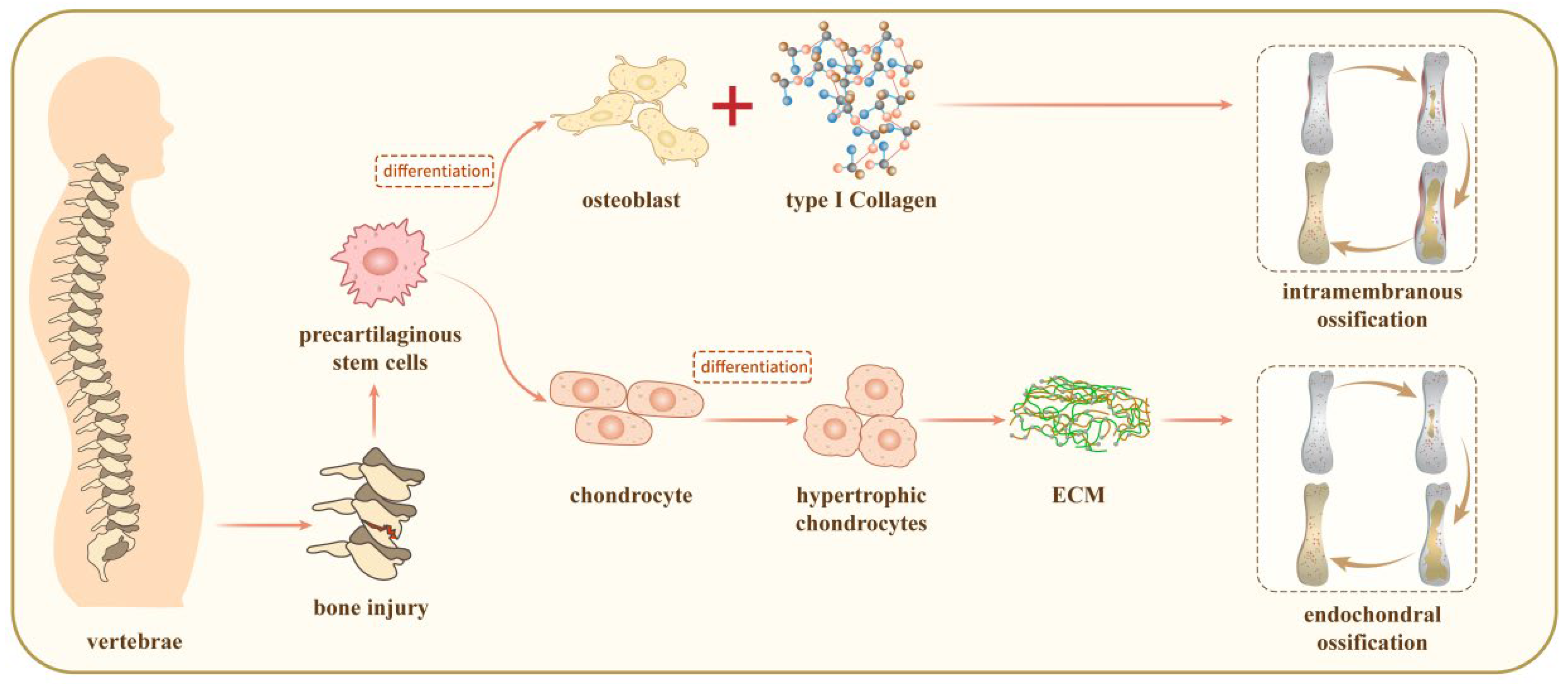
Endesmale ossificatie (Intramembranous ossification) en endochondrale ossificatie. ECM: extracellulaire matrix

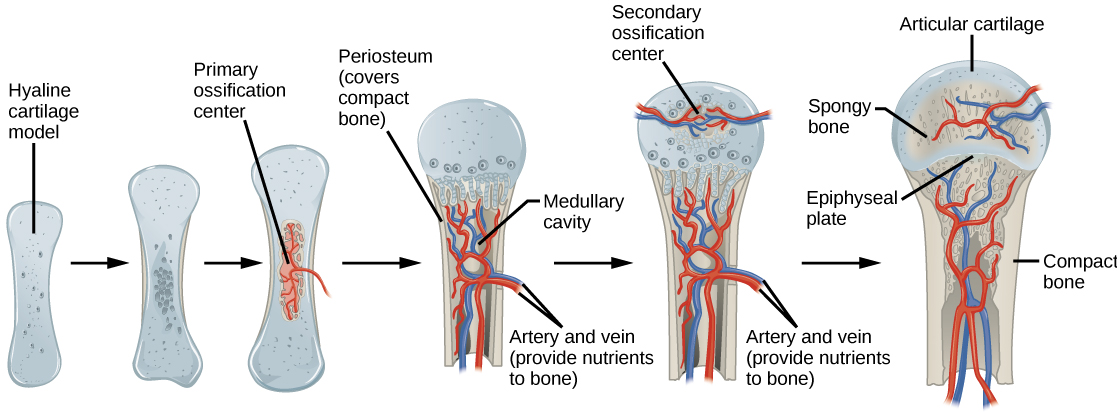
Endochondrale ossificatie. Cartilage: kraakbeen

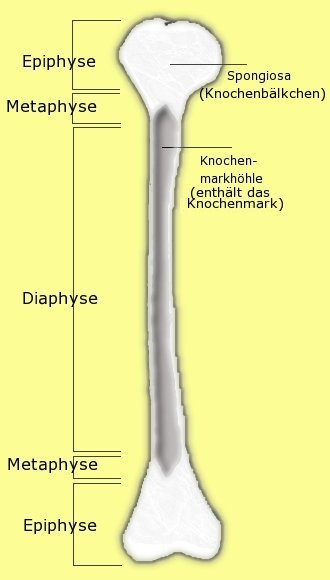
Epifyse, metafyse en diafyse

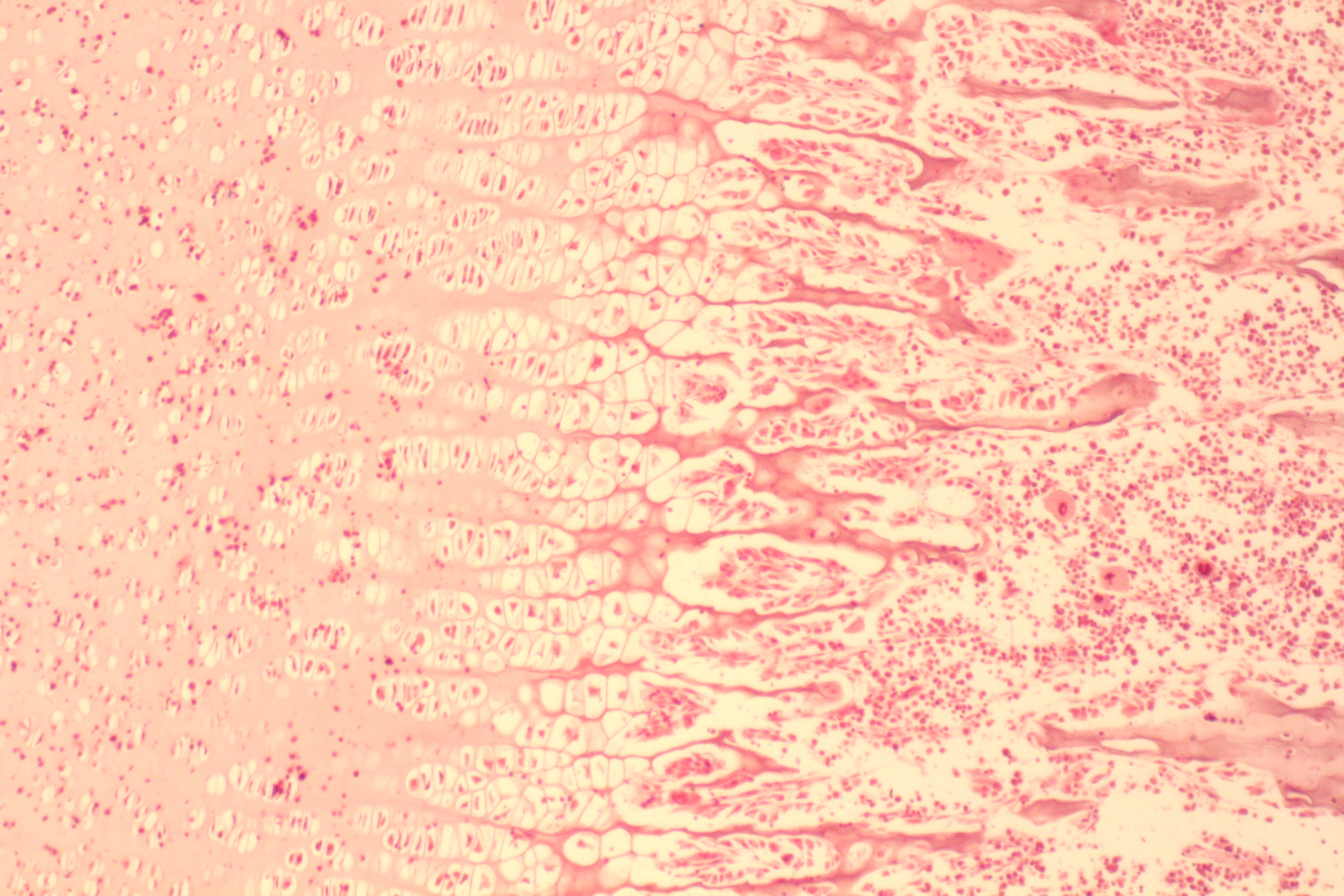
Endochondrale ossificatie bij het dijbeen van een kat. Links: kraakbeen; midden: hypertrofisch kraakbeen; rechts: sponsachtig bot

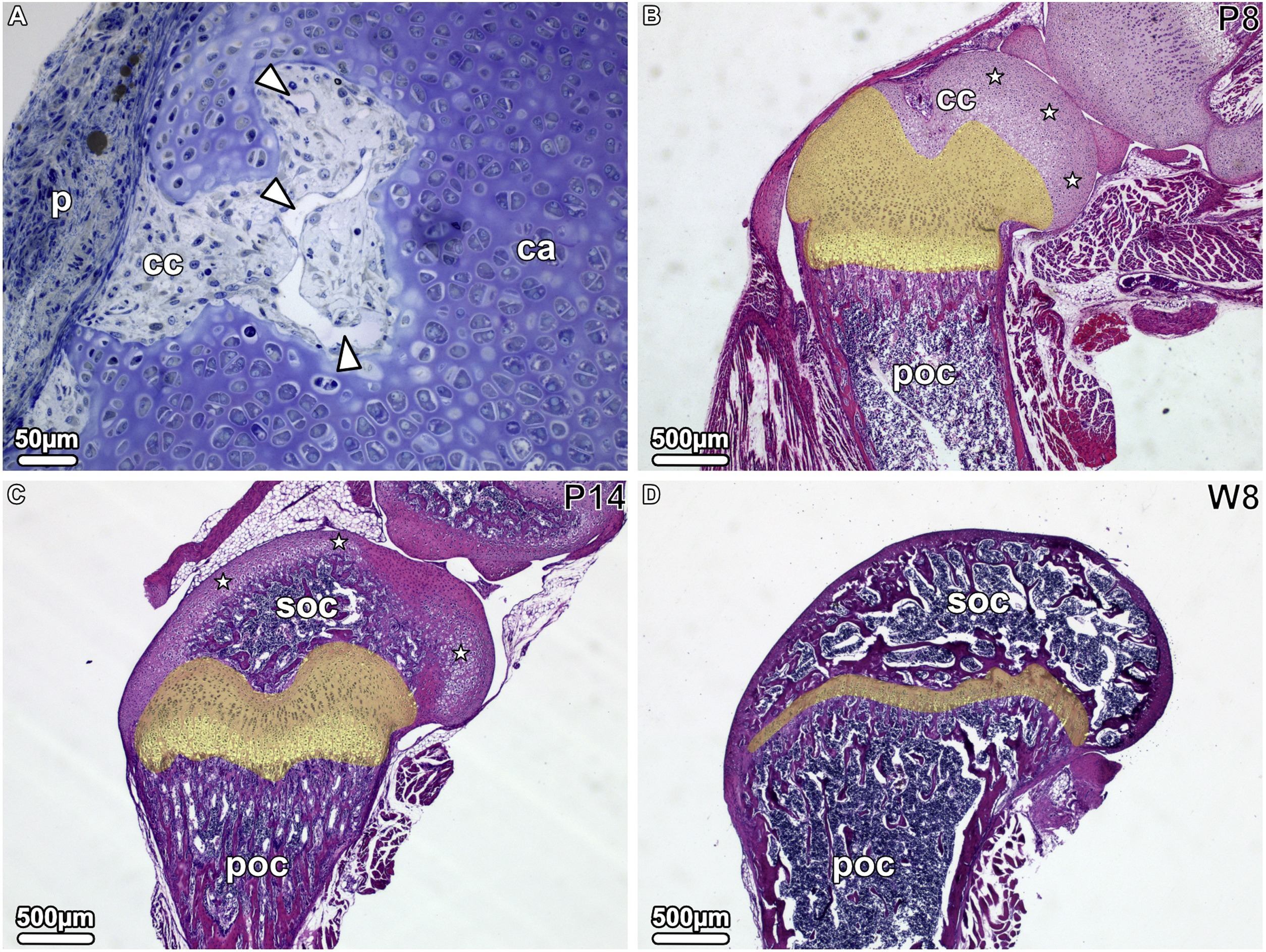
Kraakbeenkanalen en lengtegroei. Het kanaal ontspringt in het perichondrium (p), dringt door in de kraakbeenepifyse (ca) en bevat haarvaten (pijlpunten) ingebed in los bindweefsel bij een vijf dagen oud muisembryo. (B–D) Longitudinale secties (6 μm) door een muizendijbeen van postnatale dag (P) acht tot week (W) acht. Tijdens de groei van het bot, beweegt het primaire ossificatiecentrum (poc) naar de botuiteinden en het secundaire ossificatiecentrum (soc) breidt zich uit in de epifyse. Deze processen leiden tot een vernauwing van de epifysair groeischijf (gemarkeerd in geel). Het onvolgroeide gewrichtskraakbeen (asterisken) fungeert als een oppervlaktegroeischijf en neemt in hoogte af totdat het volgroeide gewrichtskraakbeen is gevormd.

Ossificatie (ook wel osteogenese of beenvorming) is een proces waarbij het ontstaan van de beenderen bij zowel mens als dier (mét een skelet) wordt bedoeld.
Er zijn twee soorten ossificatie. Endochondrale ossificatie, ook wel dermische ossificatie genoemd, en endesmale (intramembraneuze) ossificatie .
Bij endochondrale ossificatie vindt de botvorming vanuit het kraakbeen plaats. Bij endesmale ossificatie ontstaat het bot vanuit het omringende bindweefsel. Dit gebeurt in het embryonale stadium. Het voornaamste voorbeeld zijn de verschillende schedelbeenderen, zoals het schedeldak.

## Eerste vorming menselijk skelet
Tot de achtste week bezit een embryo nog geen botten, maar bestaat het hele skelet uit vezelige membranen en kraakbeen. Vervolgens zet (intramembraneuze) ossificatie in, waarbij het skelet langzaam omgezet wordt in botweefsel. Hieruit begint door ossificatie (een wisselwerking tussen osteoblasten en osteoclasten) het proces tot de verdere vorming van de beenderen.

## Endesmale ossificatie
Endesmale ossificatie vormt de platte botten van de schedel, onderkaak en heupbot.
Osteoblasten klonteren samen om een ossificatiecentrum te vormen. Ze beginnen dan osteoïd af te scheiden, een ongemineraliseerde collageen-proteoglycaanmatrix die calcium kan binden. Terwijl calcium zich aan het osteoïd bindt, verhardt de matrix en raken de osteoblasten ingesloten, waardoor ze transformeren in osteocyten.
Terwijl osteoblasten osteoïd blijven afscheiden, omringt het bloedvaten, wat leidt tot de vorming van trabekelair (spongieus of sponsachtig) bot. Deze bloedvaten zullen uiteindelijk uitgroeien tot beenmerg. Mesenchymale cellen op het botoppervlak vormen een membraan dat bekendstaat als het beenvlies. Osteoblasten scheiden osteoïd parallel aan de bestaande matrix af, waardoor lagen compact (corticaal) bot ontstaan.

## Endochondrale ossificatie
Endochondrale ossificatie is de vorming van lange botten en andere botten. Hiervoor is een hyaline kraakbeenprecursor nodig. Er zijn twee centra van ossificatie voor endochondrale ossificatie.

### Het primaire centrum
In lange botten verschijnt botweefsel eerst in de diafyse (midden van de schacht). Chondrocyten vermenigvuldigen zich en vormen trebeculae. Kraakbeen wordt geleidelijk geërodeerd en vervangen door verhard bot, dat zich uitstrekt tot aan de epifyse. Een perichondriumlaag rond het kraakbeen vormt het beenvlies, dat osteogene cellen genereert die vervolgens een kraag vormen die de buitenkant van het bot omsluit en de medullaire holte aan de binnenkant hermodelleert. De botkraag ondersteunt het groeiende bot en helpt het zijn vorm te behouden.
De voedingsslagader komt binnen via het voedingsforamen vanuit een kleine opening in de diafyse. Het dringt het primaire ossificatiecentrum binnen en brengt osteogene cellen (osteoblasten aan de buitenkant, osteoclasten aan de binnenkant) mee. Het kanaal van het voedingsforamen wordt weggeleid van het actievere uiteinde van het bot wanneer het ene uiteinde meer groeit dan het andere. Wanneer bot aan beide uiteinden even snel groeit, staat de voedingsslagader loodrecht op het bot.
De meeste andere botten (bijv. wervels) hebben ook primaire ossificatiecentra en bot wordt op een vergelijkbare manier aangelegd.

### Secundaire centra
De secundaire centra verschijnen over het algemeen bij de epifyse. Secundaire ossificatie vindt meestal plaats na de geboorte (behalve bij het distale femur en proximale tibia, die plaatsvinden tijdens de 9e maand van de foetale ontwikkeling). De epifysaire slagaders en osteogene cellen dringen de epifyse binnen en zetten osteoclasten en osteoblasten af die respectievelijk het kraakbeen eroderen en bot opbouwen. Dit gebeurt aan beide uiteinden van lange botten, maar slechts aan één uiteinde van vingers en ribben.

## Lengtegroei
Gedurende de groei van een pasgeboren baby naar het volwassen lichaam scheidt de groeischijf in ieder bot telkens de metafysen van de epifysen. In de vrijgekomen ruimte vindt weer ossificatie plaats van het kraakbeen, waardoor botten langer worden. Rond het 18e tot 21e levensjaar stopt deze lengtegroei. Botten kunnen vervolgens wel in dikte blijven toenemen. Het gehele verdere leven vindt botresorptie en remodellering door ossificatie plaats. Hierbij worden er telkens oude lagen bot afgebroken om de juiste verhoudingen te behouden in verband met de constante aanmaak van nieuwe botlagen aan de tegenoverliggende zijde.

## Schedel
De schedel van een skelet bestaat uit verschillende schedelbeenderen. Bij mensen is dit ook na de geboorte nog zichtbaar (zie fontanel). Deze beenderen hechten zich middels ossificatie aan elkaar. De schedelbeenderen worden stevig maar beweeglijk met elkaar verbonden door de vezels van Sharpey.

## Ontwikkeling
| Tijdsperiode gerekend vanaf de bevruchting               | Beïnvloede botten                                                                              |
| -------------------------------------------------------- | ---------------------------------------------------------------------------------------------- |
| Derde maand van de embryonale ontwikkeling               | Ossificatie in lange botten begint                                                             |
| Vierde maand                                             | De meeste primaire ossificatiecentra zijn verschenen in de diafysen van het bot                |
| Vanaf de geboorte tot 5 jaar                             | Secundaire ossificatiecentra verschijnen in de epifysen                                        |
| 5 jaar tot 12 jaar bij vrouwen, 5 tot 14 jaar bij mannen | Ossificatie verspreidt zich snel vanuit de ossificatiecentra en verschillende botten verbenen. |
| 17 tot 20 jaar                                           | Bot van de bovenste ledematen en schouderbladen worden volledig verbeend                       |
| 18 tot 23 jaar                                           | Bot van de onderste ledematen en heup worden volledig verbeend                                 |
| 23 tot 26 jaar                                           | Bot van het borstbeen, sleutelbeen en wervels worden volledig verbeend                         |
| Tegen 25 jaar                                            | Bijna alle botten zijn volledig verbeend                                                       |